# Rivière Buckley
Pour les articles homonymes, voir Buckley (homonymie).
La rivière Buckley est un affluent de la Grande rivière Noire (fleuve Saint-Jean), traversant la municipalité de Saint-Marcel (Québec), dans L'Islet (municipalité régionale de comté), dans la région administrative de Chaudière-Appalaches, au Sud du Québec, au Canada.
Le cours de la rivière Buckley coule surtout en zone forestière, en parallèle entre le "ruisseau de la Fromagerie" (situé du côté Est) et la rivière Rocheuse (Grande rivière Noire) (située du côté Ouest). Le bassin versant supérieur de la rivière Buckley est accessible surtout par le chemin Taché Ouest.

## Hydrographie
La rivière Buckley prend sa source d’un ruisseau de montagne dans le canton d’Arago dans la municipalité de Saint-Marcel (Québec), sur le versant Est d’une montagne dont le sommet atteint 512 m, dans les Monts Notre-Dame. Cette source est située à :
- 1,1 km au Sud du Lac Fontaine Claire ;
- 3,4 km à l’Ouest du centre du village de Saint-Marcel (Québec) ;
- 19,0 km au Nord-Ouest de la frontière canado-américaine.

À partir de sa source, la rivière Buckley coule sur 8,4 km au Québec, selon les segments suivants :
- 1,4 km vers le Sud-Est dans Saint-Marcel (Québec), jusqu'à l’embouchure du Lac Johnny que le courant traverse vers le Sud ;
- 1,7 km vers le Sud-Est, jusqu’au chemin Taché Ouest (soit la route 216) qu'elle coupe à 2,0 km au Sud-Ouest du centre du village de Saint-Marcel (Québec) ;
- 1,5 km vers le Sud-Est, jusqu'au chemin du 7e rang Ouest ;
- 1,6 km vers le Sud-Est jusqu’à la limite du canton Leverrier ;
- 2,2 km vers le Sud-Est dans le canton Leverrier, en formant un détour vers le Nord-Est, jusqu’à la confluence de la rivière[2].

La rivière Buckley se déverse sur la rive Nord-Ouest de la Grande rivière Noire (fleuve Saint-Jean) dans le canton de Leverrier dans Saint-Marcel (Québec). Cette confluence est située à :
- 4,6 km au Sud du centre du village de Saint-Marcel (Québec) ;
- 12,2 km au Nord-Ouest de la frontière canado-américaine (Québec-Maine).

À partir de la confluence de la rivière Buckley, la Grande rivière Noire (fleuve Saint-Jean) coule vers le Nord-Est, vers le Sud-Est puis vers l’Est jusqu’à la rive Ouest du fleuve Saint-Jean. Ce dernier coule vers l'Est et le Nord-Est en traversant le Maine, puis vers l'Est et le Sud-Est en traversant le Nouveau-Brunswick. Finalement le courant se déverse sur la rive Nord de la Baie de Fundy laquelle s’ouvre vers le Sud-Ouest sur l’Océan Atlantique.

## Toponymie
Le terme "Buckley" s'avère un patronyme de famille d'origine anglophone.
Le toponyme "rivière Buckley" a été officialisé le 5 décembre 1968 à la Commission de toponymie du Québec.